# Sembuang
Sembuang is een bestuurslaag in het regentschap Aceh Timur van de provincie Atjeh, Indonesië. Sembuang telt 206 inwoners (volkstelling 2010).